# Cueto Arbás
El cueto de Arbás es una zona de montaña en el concejo asturiano de Cangas del Narcea que está considerada reserva natural y está recogida en la Red Regional de Espacios Naturales Protegidos de Asturias (RRENP), aunque todavía no está oficialmente declarada como tal. La zona está incluida dentro parque natural de las Fuentes del Narcea y del Ibias y de la Reserva de la Biosfera de Muniellos y protege una extensión de 2.593 ha.
Se trata de un espacio rodeado de cordales de alta montaña abierto solo por el este, una antigua zona glaciar que va desde los 800 m de altitud hasta los 2108 m. En la vegetación cabe destacar la de alta montaña apareciendo bosques de abedulares altimontanos y hayedos en las zonas más bajas de la reserva. Lo que más destaca de toda el área son sin embargo la vegetación de turbera sobre todo en las turberas de Chouchinas y Reconcos y la Laguna de Arbás. En la fauna no se diferencia a la del resto del parque natural destacando el jabalí, el corzo y el rebeco cantábrico. En las aves podemos destcar el urogallo cantábrico. De todos los animales del parque el más importante con diferencia es el oso pardo.

## Historia
Según el P. Alonso de Carvallo, autor de la primera crónica del Principado de Asturias, en el Cueto tuvo lugar una cruenta batalla entre Gunderico, monarca vándalo, y Hermerico, monarca suevo, que trataba de incorporar a sus dominios el Reino Astur, en poder de los vándalos. Dice así la Crónica de Carvallo: "Desbaratados los suevos, hubieron de acogerse a los dichos montes, al Cueto de Arbás, que es el más soberbio y levantado de todas aquellas montañas...con una gran laguna y muchos guijarros, sitio muy a propósito para defenderse".